# Caeculus
Caeculus, római mitológiai alak, etruszk ifjú. Anyja egy ölébe pattant szikrától foganta, ezért Vulcanus fiának tartották. Születése után anyja kitette Jupiter temploma mellett, de nagybátyjai megtalálták, s felnevelték. A mítosz szerint ő volt Praeneste városának megalapítója, amely apja különös kegyében állt. Vergilius Aeneis című munkája szerint később Turnus mellett harcolt Aineiasz ellen.